# United Kingdom Championship Tournament 2018
De 2018 United Kingdom Championship Tournament was een tweedaagse toernooi in het professioneel worstelen en een WWE Network evenement dat georganiseerd werd door WWE voor hun NXT en NXT UK brands. Het toernooi vond plaats op 18 en 19 juni 2018 (uitgezonden op 25 en 26 juni 2018) in het Royal Albert Hall in Kensington, Londen, Engeland. Zack Gibson won het toernooi en bekwam de eerst volgende tegenstander voor het WWE United Kingdom Championship.

## Achtergrond
In een persconferentie in The O2 Arena op 15 december 2016, onthulde Paul "Triple H" Levesque dat er een toernooi aankomt voor 16 man om de inaugurele WWE United Kingdom Champion te bekronen, die Tyler Bate won en inaugurele kampioen werd. Het toernooi werd gehouden op 14 en 15 januari 2017 en werd live uitgezonden op de WWE Network.
Op 8 april 2018, werd een tweede United Kingdom Championship toernooi aangekondigd dat gehouden werd op 18 en 19 juni 2018 in het Royal Albert Hall. Op 7 juni 2018 werd Johnny Saint de General Manager van NXT UK.

## Matches
| Nr. | Match | Winnaar(s)           | Opmerkingen                                                                                                  | Bron  |
| --- | --- | -------------------- | --- | ----- |
| 1D  | Amir Jordan vs. Joseph Conners                                                                                                  | Amir Jordan          | Een-op-een dark match.                                                                                       | [ 6 ] |
| 2   | Zack Gibson vs. Gentleman Jack Gallagher                                                                                        | Zack Gibson          | Kwartfinales.                                                                                                | [ 2 ] |
| 3   | Joe Coffey vs. Dave Mastiff | Joe Coffey           | Kwartfinales.                                                                                                | [ 2 ] |
| 4   | Flash Morgan Webster vs. Jordan Devlin                                                                                          | Flash Morgan Webster | Kwartfinales.                                                                                                | [ 2 ] |
| 5   | Travis Banks vs. Ashton Smith                                                                                                   | Travis Banks         | Kwartfinales.                                                                                                | [ 2 ] |
| 6   | Toni Storm vs. Killer Kelly vs. Isla Dawn                                                                                       | Toni Storm           | Triple Threat match om de eerst volgende tegenstander te worden voor het NXT Women's Championship.           | [ 2 ] |
| 7   | Zack Gibson vs. Flash Morgan Webster                                                                                            | Zack Gibson          | Halve finales.                                                                                               | [ 2 ] |
| 8   | Travis Banks vs. Joe Coffey | Travis Banks         | Halve finales.                                                                                               | [ 2 ] |
| 9   | British Strong Style (Pete Dunne, Trent Seven & Tyler Bate) vs. The Undisputed Era (Adam Cole, Kyle O'Reilly & Roderick Strong) | British Strong Style | 6-man tag team match                                                                                         | [ 2 ] |
| 10  | Zack Gibson vs. Travis Banks | Zack Gibson          | Finale om Number 1 Contender te worden voor het WWE United Kingdom Championship. Gibson won door submission. | [ 2 ] |

| Nr. | Match | Winnaar(s)                | Opmerkingen                                                                                             | Bron  |
| --- | --- | ------------------------- | --- | ----- |
| 1D  | Ligero vs. Mike Hitchman                                                                                   | Ligero                    | Een-op-een match.                                                                                       | [ 7 ] |
| 2   | Moustache Mountain (Trent Seven & Tyler Bate) vs. The Undisputed Era (Kyle O'Reilly & Roderick Strong) (c) | Moustache Mountain (nc)   | Tag team match voor het NXT Tag Team Championship.                                                      | [ 8 ] |
| 3   | Charlie Morgan vs. Killer Kelly                                                                            | Charlie Morgan            | Een-op-een match.                                                                                       | [ 8 ] |
| 4   | Noam Dar vs. Flash Morgan Webster vs. Mark Andrews vs. Travis Banks                                        | Noam Dar                  | Fatal 4-way match om de eerst volgende tegenstander te worden voor het WWE United Kingdom Championship. | [ 8 ] |
| 5   | Adam Cole (c) vs. Wolfgang                                                                                 | Adam Cole                 | Een-op-een match voor het NXT North American Championship.                                              | [ 8 ] |
| 6   | Aleister Black & Ricochet vs. EC3 & Velveteen Dream                                                        | Aleister Black & Ricochet | Tag team match.                                                                                         | [ 8 ] |
| 7   | Shayna Baszler (c) vs. Toni Storm                                                                          | Shayna Baszler            | Een-op-een match voor het NXT Women's Championship. Baszler won door een count out.                     | [ 8 ] |
| 8   | Pete Dunne (c) vs. Zack Gibson                                                                             | Pete Dunne                | Een-op-een match voor het WWE United Kingdom Championship.                                              | [ 8 ] |